# NGC 62
NGC 62 је спирална галаксија у сазвежђу Кит која се налази на NGC листи објеката дубоког неба.
Деклинација објекта је - 13° 29' 11" а ректасцензија 0h 17m 5,3s. Привидна величина (магнитуда) објекта NGC 62 износи 13,5 а фотографска магнитуда 14,4. NGC 62 је још познат и под ознакама MCG -2-1-43, IRAS 00145-1345, PGC 1125.